# Raul Machado
Pour les articles homonymes, voir Machado.
Raul Martins Machado est un footballeur portugais, né le 22 septembre 1937 à Matosinhos et mort le 22 octobre 2023. Il évolue au poste de défenseur central.

## Carrière

### En club
Raul Machado commence sa carrière au Leixões Sport Club. Il joue dans ce club de 1959 à 1962, et remporte une Coupe du Portugal en 1961.
En 1962, il est transféré au Benfica Lisbonne. Avec ce club, il atteint par deux fois la finale de la Ligue des champions. Tout d'abord, en 1963, il s'incline face au club italien du Milan AC. Puis, en 1965, il se fait battre par une autre équipe milanaise : l'Inter.
Raul Machado dispute avec Benfica la Coupe intercontinentale 1962. Au match aller, il s'incline 3-2 face au club brésilien de Santos. Au match retour, il se fait battre une nouvelle fois (2-5) par le club de l'État de São Paulo. 
Son palmarès national à Benfica est constitué de six titres de Champion du Portugal et de deux Coupes du Portugal. Au total, avec Benfica, il dispute 124 matchs en Primeira Divisão, inscrivant deux buts dans ce championnat.
En 1969, Raul Machado retourne dans le club de ses débuts : Leixões. Il raccroche les crampons en 1970, avec un total global de 217 matchs joués en première division portugaise, pour quatre buts.

### En équipe nationale
Raul Machado reçoit 11 sélections en équipe du Portugal. Il n'inscrit aucun but en équipe nationale. Il ne participe à aucune phase finale de compétition internationale avec le Portugal.
Il reçoit sa première sélection le 7 novembre 1962, lors d'une défaite face à la Bulgarie comptant pour les éliminatoires de l'Euro 1964. Sa dernière sélection a lieu le 11 décembre 1968, lors d'une rencontre face à la Grèce dans le cadre des éliminatoires de la Coupe du monde 1970.
Ses sélections en équipe nationale se décomposent de la façon suivante : trois rencontres amicales, six lors des éliminatoires de l'Euro (championnat d'Europe 1964 et 1968) et deux comptant pour les éliminatoires de la Coupe du monde (Mondial 1966 et 1970).

## Clubs
- 1959-1962 :  Leixões Sport Club
- 1962-1969 :  Benfica Lisbonne
- 1969-1970 :  Leixões Sport Club

## Palmarès

### En club
Avec le Leixões Sport Club :
- Vainqueur de la Coupe du Portugal en 1961

Avec le Benfica Lisbonne :
- Finaliste de la Ligue des champions en 1963 et 1965
- Champion du Portugal en 1963, 1964, 1965, 1967, 1968, et 1969
- Finaliste de la Coupe intercontinentale en 1962
- Vainqueur de la Coupe du Portugal en 1964 et 1969
- Finaliste de la Coupe du Portugal en 1965